# Internationaler Johannes Brahms Wettbewerb

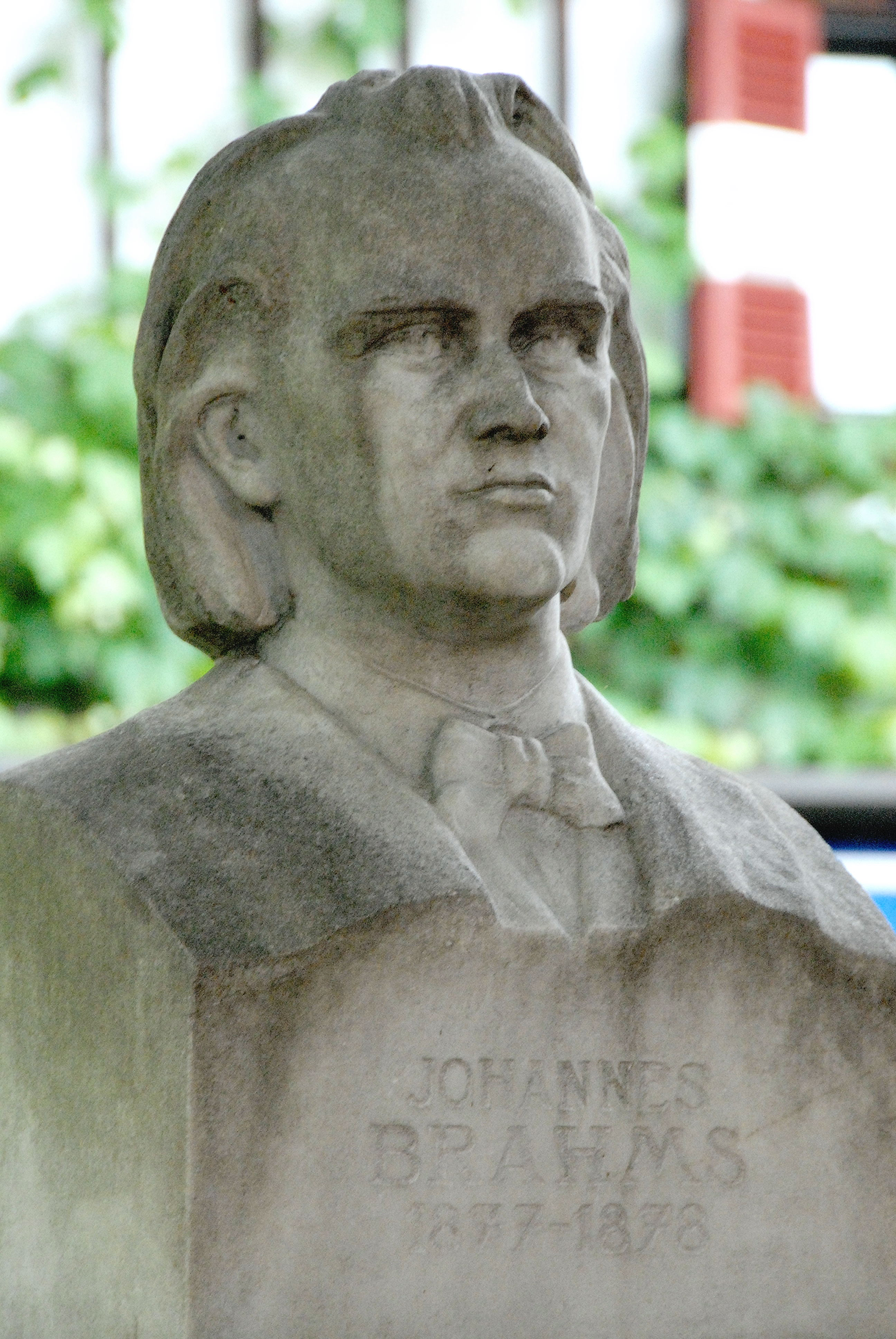
Brahms-Büste im Innenhof von Schloss Leonstain in Pörtschach am Wörther See

Der Internationale Johannes Brahms Wettbewerb („Brahms-Wettbewerb“) ist ein seit 1993 jährlich ausgetragener internationaler Wettbewerb in Pörtschach am Wörther See in Österreich, wo Brahms gelegentlich im Sommer weilte. 
In den Kategorien Klavier, Violine, Cello, Viola, Vokal- und Kammermusik werden die Konkurrenten verpflichtet, Werke von Johannes Brahms entweder in der Vor- oder Endrunde zusammen vorzutragen. 
Bisherige Preisträger in der Kategorie Violine sind u. a. Daniel Auner (3. Preis im Jahr 2007), Dalia Kuznecovaitė (3. Preis im Jahr 2008), Simon Wiener (1. Preis 2019), Adam Koch Christensen (1. Preis 2020) und Stefan Aprodu (1. Preis 2024). Zu den bisherigen Preisträgern in der Kategorie Cello zählen István Várdai (1. Preis im Jahr 2006, Ungarn), Matthias Bartolomey (2. Preis 2006), Marie Spaemann (1. Preis 2009), Yuki Ito (1. Preis im Jahr 2010, Japan) und Gabriel Schwabe (2. Preis im Jahr 2005, Deutschland).